# Raphaël Schierer
Raphaël Schierer (België, ?) is een Belgische stripauteur en illustrator.
Schierer tekende in 2008 en 2010 de achtergronden voor de verhalen Londen in gevaar en De vervloeking in de reeks Lefranc, waar hij samenwerkte met onder meer André Taymans en Erwin Drèze. In 2011 en 2012 tekende hij de decors voor de verhalen De schaduw van de uil en De zigeunerbezwering in de reeks Caroline Baldwin van André Taymans.
In 2010 schreef Schierer het scenario voor Henri IV le roi soldat, getekend door Ray Saint-Yves en Guy Lehideux.
- Bibliothèque nationale de France: cb162126836 (data)
- International Standard Name Identifier: 0000 0000 8062 557X
- Nederlandse Thesaurus van Auteursnamen: 313019304
- Système universitaire de documentation: 251431134
- Virtual International Authority File: 122168327